# Peter Hermann (Schauspieler)

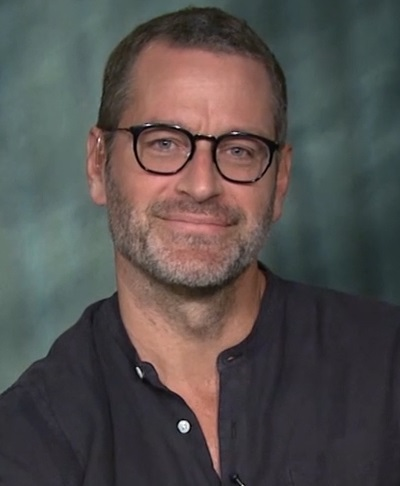
Peter Hermann (2019)

Karl Peter Frederic Albert Hermann (* 15. August 1967 in New York City) ist ein US-amerikanischer Schauspieler mit deutschen Wurzeln.

## Leben
Peter Hermann wurde 1967 in New York City als Sohn deutscher Eltern geboren. Die Eltern verließen die Stadt nach zwei Monaten wieder, und Hermann wuchs bis zu seinem 10. Lebensjahr in Deutschland auf. Die Familie zog anschließend zurück in die Vereinigten Staaten, woraufhin Hermann in Greenwich, Connecticut lebte. Er spricht fließend Deutsch.
1990 schloss er ein Studium an der Yale University ab. Anschließend arbeitete er mehrere Jahre als Lehrer, bevor er 1997 in der Seifenoper Springfield Story in der Rolle des Dr. Michael Burke als Schauspieler debütierte. Seitdem spielte er Nebenrollen in Filmen wie Flug 93, Auftrag Rache und Philomena sowie wiederkehrende Rollen in Serien wie Law & Order: Special Victims Unit und Blue Bloods – Crime Scene New York.
Hermann gab 2001 sein Broadwaydebüt in der Theateradaption von Abby Manns Drehbuch zu Urteil von Nürnberg. Außerdem spielte er 2007 in Eric Bogosians Talk Radio mit. Von 2011 bis 2013 spielte er unterschiedliche Rollen in dem Theaterstück Gefährten.
Seit 2004 ist Hermann mit der Schauspielerin Mariska Hargitay verheiratet. Das Paar hat einen gemeinsamen Sohn und zwei adoptierte Kinder.

## Filmografie (Auswahl)
- 1997–1998: Springfield Story (Fernsehserie, 42 Folgen)
- seit 2002: Law & Order: Special Victims Unit (Fernsehserie)
- 2006: Angela Henson – Das Auge des FBI (Angela’s Eyes, Fernsehserie, 4 Folgen)
- 2006: Flug 93 (United 93)
- 2006: The Treatment
- 2007: 30 Rock (Fernsehserie, Folge 1x11)
- 2009: Fringe – Grenzfälle des FBI (Fernsehserie, Folge 1x03)
- 2010: Auftrag Rache (Edge of Darkness)
- 2010: Good Wife (The Good Wife, Fernsehserie, Folge 1x22)
- 2010: Just Wright – In diesem Spiel zählt jeder Treffer (Just Wright)
- 2011–2012: A Gifted Man (Fernsehserie, 5 Folgen)
- 2011: Our Idiot Brother
- 2011: Too Big to Fail – Die große Krise (Too Big to Fail)
- 2012–2014, 2017 : Blue Bloods – Crime Scene New York (Blue Bloods, Fernsehserie)
- 2013: Beziehungsweise New York (Casse-tête chinois)
- 2013: Das Wunder von New York (All Is Bright)
- 2013: Elementary (Fernsehserie, Folge 2x06)
- 2013: Philomena
- 2015–2021: Younger (Fernsehserie, 73 Folgen)
- 2018: Instinct – Auf Mörderjagd (Fernsehserie)
- 2022: Goodnight Mommy
- 2022: And Just Like That … (Fernsehserie, eine Folge)